# Katasztrófa földön-égen
A Katasztrófa földön-égen szovjet katasztrófafilm, 1980-ban a harmadik legtöbbet nézett film, több mint 70 millió nézővel. A film különlegessége, hogy két részből áll, melyek teljesen más műfajúak, de logikusan kiegészítik egymást. Első része egy melodráma, a második katasztrófafilm. Munkacíme a Szilárdsági tartalék volt.

## Cselekmény
A cselekmény a Szovjetunióban zajlik a 70-es évek végén. A film hősei  az Aeroflot CCCP-85131 számú Tu–154B-es, nemzetközi járatokon közlekedő utasszállító repülőgép személyzete.
A személyzet parancsnokánál, Andrej Vaszilijevics Timcsenkónál családi problémák adódtak: diáklány gyermeke várandós lett, de a gyermek apjához nem akar hozzámenni, és minden kockázat ellenére vállalja a terhesség kihordását.
Igor Szkvorcov a fedélzeti mérnök, szenvedélyes nőcsábász, sorra cserélgeti a barátnőit. Így kerül kapcsolatba Tamara utaskísérővel, aki Tyimcsenkó kapitány régi barátjának unokája, aki épp csak csatlakozott a személyzethez. De Szkvorcov egyik korábbi szeretője kompromittálja őt Tamara előtt. Tamara szakít Szkvorcovval. Hivatalosan is megkéri Tamara kezét, de ő elutasítja. A történtek után Tyimcsenkó Szkvorcovot csibésznek tartja, és figyelmezteti, hogy Szkvorcov utoljára repül ezzel a személyzettel együtt. Szkvorcov Moszkvában véletlenül találkozik Valentyina Nyenarokovával, Tymicsenkó személyzetének korábbi parancsnokával, és megérti, hogy Valentyinnál a családban nincs minden rendben. Valentyin nősülése után elment a moszkvai repülőegységtől kisgépes repülésre helikoptert vezetni. De ő küzd felesége, Alevtyina állandó balhézásával. Fiuk, Alik a súlyos családi helyzet miatt dadogással küzd. A házaspár a szétválás mellett dönt, a bíróság a fiukat, Alikot Alevtyinának ítéli. A válás után Alevtyina rájön, hogy sosem szerette Valentyint, és szánalomból ment csak  hozzá.
A következő éves orvosi felülvizsgálat után Tyimcsenkó megérti, hogy egészségi állapota romlott, noha még engedik repülni. Személyzetének másodpilótája, Mihail aggódik az egészségi állapota miatt. 
Időközben Nyenarokov, megváltozott repülési feladatot kapva, elsőként fogadja a visszatérő űrhajósokat, amiről a nyugati sajtó is ír. Szkvorcov Párizsba érkezve olvas erről, és kéri a parancsnokát, hogy visszahozzák Nyenarokovot a nagygépes repülésbe, miután Alevtyina a válás után nem hagyta Valentyint nyugodni: megtiltotta számára a fia láthatását, és megfenyegette volt férjét, egészen a miniszterig is elmenve. Hamarosan Nyenarokov korábbi felesége a fiával elköltözik egy déli, tengerparti városba új férjéhez, a kisfiú ezután már nem Nyenarokovot hívja papának, hanem Alevtyina új férjét. Nyenarokov, Alikkal, a fiával való rövid találkozás után, aki már egyre kevésbé dadog, azt hallja: „Bácsi, én téged szeretlek”.
A gép személyzete az új másodpilótával, Nyenarokovval feladatul kapja, hogy teljesítsen egy bonyolult utat a földrengéstől égő olajbányász városba, Bidribe az ott dolgozó szovjet munkások evakuálására. A reptéren, ahol leszáll a gép, ismételten földrengés történik. Körülöttük minden ég és leomlik, az emberek rémültek, pánik tör ki. A futópálya sérültnek bizonyul, egy gép, ami megpróbál róla felszállni, felrobban. A lávafolyam, ami az előzőeket követi, lerombolja a hegyekben levő olajfeldolgozót, és az égő olajszármazékok a megsérült tárolókból a repülőtér felé folynak. Tyimcsenkó a repülés mellett dönt, az épen maradt gurulóutat használva futópályának. A Tu–154 felszáll néhány másodperccel azelőtt, hogy az égő olaj elönti a repülőteret.
Felszálláskor a gép hátsó részét megsérti egy reflektoroszlop. Részben megakasztja a gép magassági kormánylapjának működését, és a törzsben a középső hajtómű légbeömlője előtt repedés keletkezik. Az utastér kihermetizálódik. Nyenarokov és Szkvorcov átvágják a nyomástartó válaszfalat, utána átmásznak a légbeömlőn keresztül a magassági kormánylaphoz. Sikeresen széthajtják a burkolat lemezeit, és kiszabadítják a magassági kormánylapot, de a törzsön a repedés csak növekszik. Az időjárási körülmények és a kevés üzemanyag miatt a személyzet úgy dönt, hogy a saját repülőterükön, Seremetyjevón szállnak le. A sugárfordítós fékezéskor a gépnek leválik a farokrésze, de minden utas és a személyzet megmenekül.
A következő orvosi vizsgálat eltiltja Tyimcsenkót a repüléstől. Szívinfarktust kap. A kórházban meglátogatják a kollégái és a lánya az unokával. Tamara Szkvorcovhoz készül hozzámenni. Nyenarokov lesz a személyzet parancsnoka.

## A gyártás története
Alekszandr Mitta rendező Julij Dunszkojhoz és Valerij Fridahoz fordult, hogy írják meg egy szórakoztató légikatasztrófa-film forgatókönyvét. Arthur Halley Airport regénye és az ezt követő megfilmesítések után a légikatasztrófa-téma nagyon népszerűvé vált Hollywoodban. Azonban ezeket a filmeket a Szovjetunióban nem mutatták be. Hogy a vákuumot kitöltsék, egy ennek megfelelő szovjet filmet kellett készíteni.
 A szerzők az elbeszélés hagyományos módján pár dolog megváltoztatása mellett döntöttek: az első részben csak a hősök személyes viszonyait mutatják be, és a másodikban azonnal kezdődik a küzdelem a túlélésért a gép fedélzetén. A második résznél a forgatókönyv elkészítésében részt vett az ismert repülőmérnök és előadó, Borisz Urinovszkij. Végül a forgatókönyv a Szilárdsági tartalék címet kapta, jóváhagyták, és a film nagyon szerény költségvetéssel gyártásba mehetett. A Szilárdsági tartalék címet nem hagyták jóvá: a forgalmazók úgy találták, hogy nem hangzik jövedelmezően. Már a forgatás során, Mitta javaslatára átnevezték „Ekipázs”-nak.

### A forgatás

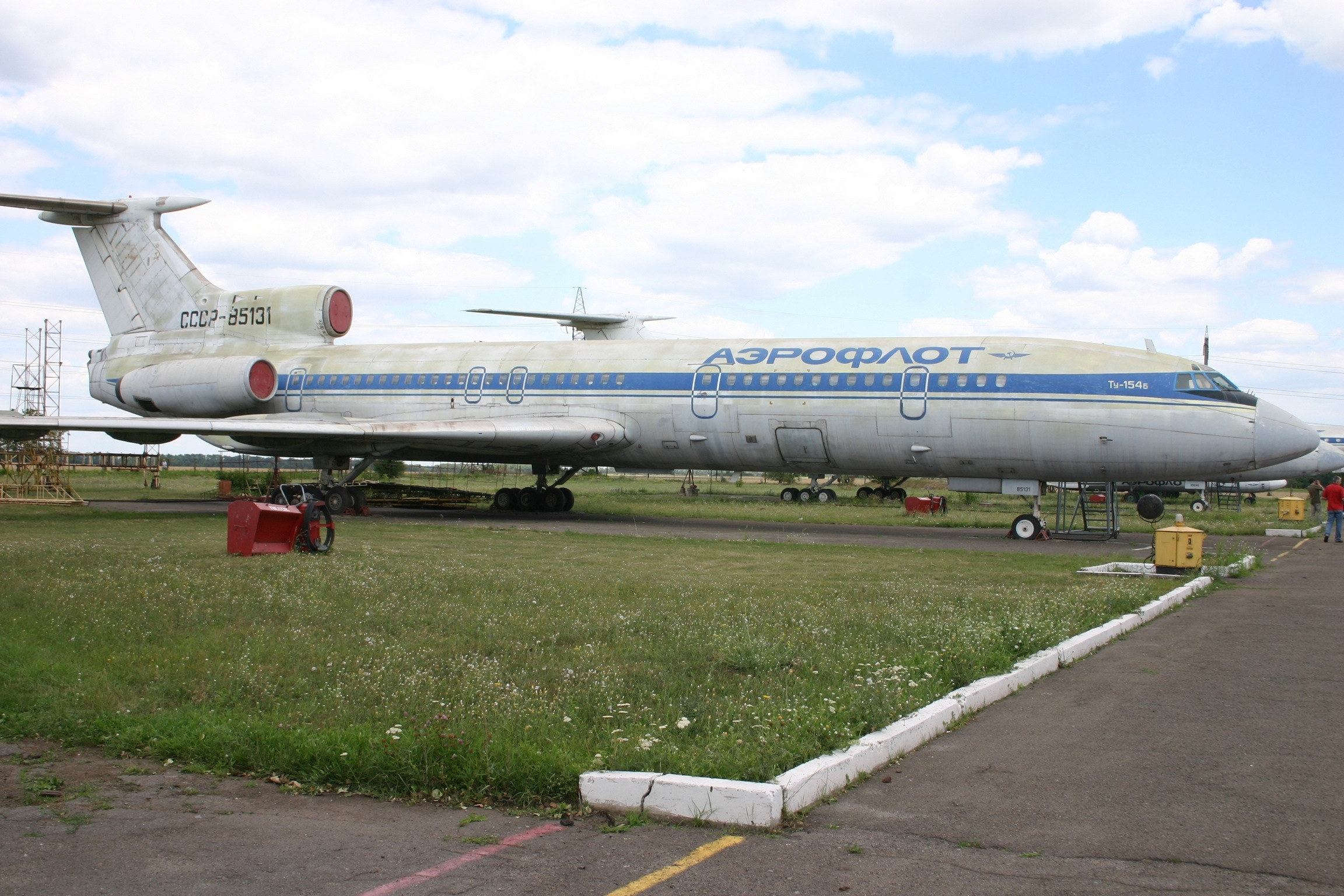
Tu–154 repülőgép, CCCP-85131, a film főszereplője (2007)

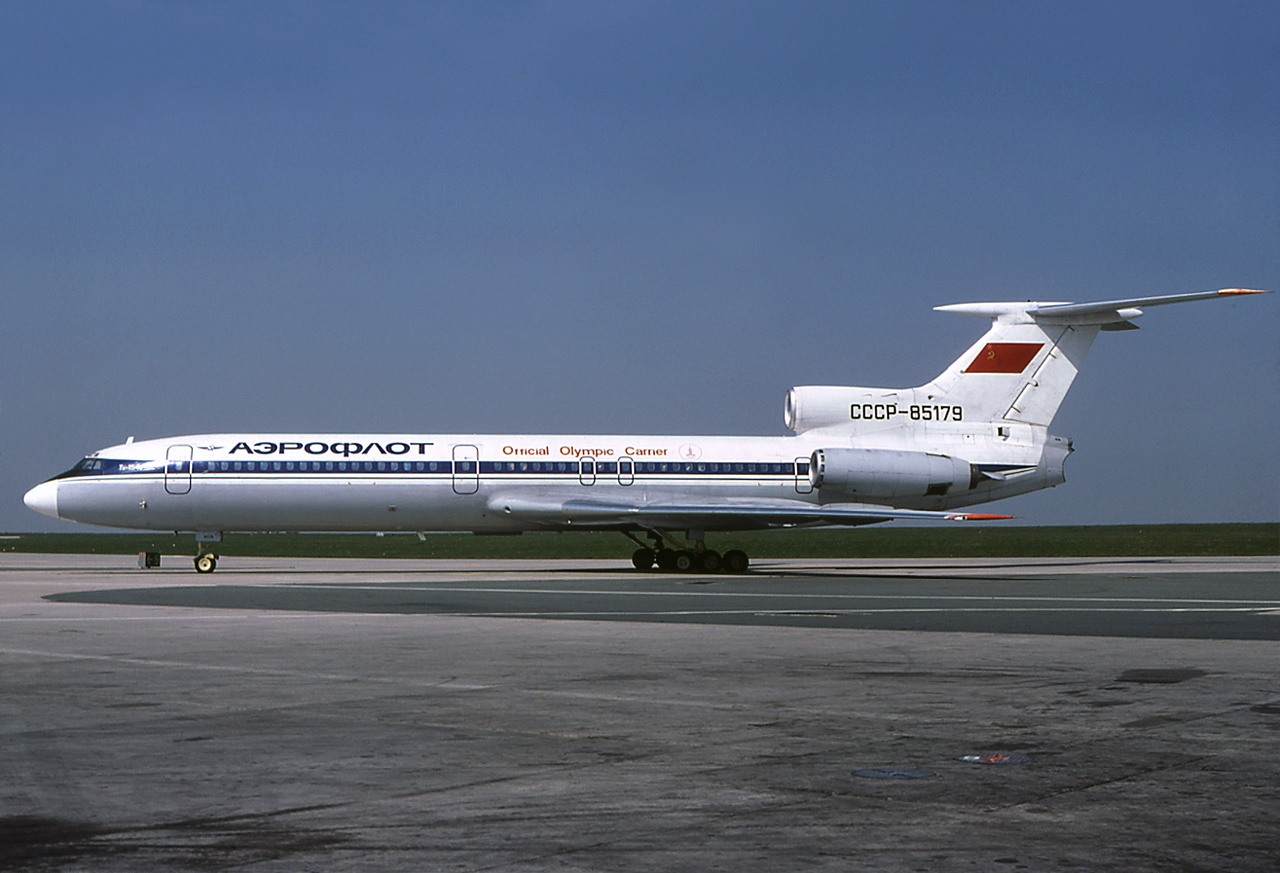
A Tu–154 repülőgép, CCCP-85179, egyes jelenetekben szerepel, köztük a Bidriből indulásban

Az Aeroflottal sikerült megállapodni, a moszkvai repülőtereken olcsón forgathattak.
Nehezebben ment repülőgépeket találni: 1979-ben selejtezett Tu–154 még nem volt, de a szerencse segített: a novoszibirszki Tolmacsevó repterén egy véletlenül bekapcsolva maradt fűtőelem miatt kigyulladt a CCCP-85087 számú Tu–154A. A gép jelentősen károsodott, a törzs középső részének felső része is átégett. A hátsó rész emiatt gyakorlatilag egyben maradt. Három hét alatt vasúton elszállították Moszkvába, és ezen vették fel a „légi” epizódokat a második rész számára.
Egy másik Tu–154B az CCCP-85131 volt, a Borszpoli repülővállalattól. 1976-ban egy Kijev–Moszkva-járat során higany ömlött ki benne, ezután a gépet kivonták az utasszállításból, és 1979-re átadták az oktatási igazgatóságnak. A Moszfilm kérésére ezt a gépet is átadták a forgatás céljára.
Maguk a felvételek nehezek, időrablóak voltak, és alapvetően maketteken történtek. Az üzemanyag-feldolgozó gyár, mely a forgatókönyv szerint felrobban és kiég, az Omszki Üzemanyag-feldolgozó Gyár makettje volt. A legfontosabb jelenetet a rendező megpróbálta nem makett használatával leforgatni. Egy repülőgép-temetőben talált Tu–114 törzsdarabot. Mivel a gép nem volt mozgatható állapotban, ezért a dekorációt kellett körülötte mozgatni. Készítettek egy repülőgép-felrobbanást ábrázoló díszletet a reptér épületével együtt, hoztak hat tonna tüzelőanyagot. Azonban az előkészítés során a dekoráció felrobbant és leégett, még a felvétel elkészítése előtt.
Alekszandr Mitta elmondása szerint a film eredetileg így fejeződött volna be:

 Zszsjonov hőst eltiltják a repüléstől, kórházban fekszik, de a barátai egyszer csak kérik, hogy üljön gépre: nincs elég pilóta. Éjszaka fut a hóban kórházi pizsamában, felmegy a pilótafülkébe, és ott látja a frontról harcostársait – egyáltalán nem változtak meg a háborús évek óta. Ráteszik kezüket a vállára, ő megfogja a kormányt – és ők felszállnak, eltűnve az égen. A következő képen újra a kórház, ahol a lánya azt mondja: „A papa meghalt”.
A felvételek természetbeli nagy része Jaroszlavlban készült (Valenytina Nyenarkokova családi élete) és Jaltában (déli tengerparti város, ahova a korábbi felesége, Nyenarkova költözött a gyerekekkel). A képen Andrej Andrej Vaszilijevics Tyimcsenkó lakása az alábbi helyen van: Zoologicseszkaja utca, 12. sz. 2. lakás, ahol maga Georgij Zszsjonov lakott.

## Fordítás
- Ez a szócikk részben vagy egészben  a(z)   Экипаж (фильм, 1979) című orosz Wikipédia-szócikk ezen változatának fordításán alapul.  Az eredeti cikk szerkesztőit annak laptörténete sorolja fel. Ez a jelzés csupán a megfogalmazás eredetét és a szerzői jogokat jelzi, nem szolgál a cikkben szereplő információk forrásmegjelöléseként.